# Johan Vogt
Johan Herman Vogt (23 septembre 1900 - 17 juillet 1991) est un économiste social norvégien, auteur et rédacteur en chef .

## Biographie
Vogt est né à Kristiania (aujourd'hui Oslo), en Norvège. Il est le fils de Johan Herman Lie Vogt (1858–1932) et de Martha Johanne Abigael Kinck (1861–1908). Son père est professeur de géologie à l'Institut norvégien de technologie de Trondheim. Son frère jumeau Jørgen Vogt (1900–1972) est rédacteur en chef et membre du Parlement norvégien. Son frère Fredrik Vogt (1892–1970) est ingénieur et recteur à l'Institut norvégien de technologie. Son frère Thorolf Vogt (1888–1958) est géologue et explorateur de l'Arctique .
Il obtient son Cand.oecon. de l'Université d'Oslo en 1923. Il est membre du Mot Dag à partir de 1921, et préside la section norvégienne de Clarté à partir de 1927. Pendant l'occupation de la Norvège par l'Allemagne nazie, Vogt est arrêté en 1941. Il est envoyé au camp de concentration de Grini de février 1945 jusqu'à la libération de la Norvège à la fin de la Seconde Guerre mondiale .
Il est professeur d'économie sociale à l'Université d'Oslo (UiO) de 1957 à 1970. À partir de 1961, il dirige l'Institut démographique de l'UiO. De 1950 à 1959, il est vice-président et 1959 à 1963 président de l'Association économique d'État (Statsøkonomisk forening). Il est rédacteur en chef du Statistical Journal (Statsøkonomisk) de 1951 à 1959. Il est également président du PEN Club norvégien de 1968 à 1981 .
Vogt est membre de l'Académie norvégienne des sciences à partir de 1959. En 1976, il est le premier récipiendaire du prix Fritt Ord (Fritt Ords pris) 
.

## Publications
- Den marxistiske lære om varebytte og profitt (1931)
- Dogmenes sammenbrudd innenfor den socialøkonomiske vitenskap (1937)
- Lærebok i samfunnsøkonomi (1940)